# Marsden Hartley
Marsden Hartley (4. ledna 1877 Lewiston, Maine, USA – 2. října 1943 Ellsworth, Maine, USA), původním jménem Edmund Hartley, byl americký malíř, básník a spisovatel.

## New York
Když mu bylo dvaadvacet let, přestěhoval se do New Yorku, kde navštěvoval National Academy of Design a studoval malířství na Art Students League of New York pod vedením Williama M. Chase. Jako velký obdivovatel Alberta P. Rydera navštěvoval jeho ateliér v Greenwich Village tak často, jak to jen bylo možné. Během pobytu v New Yorku se seznámil s Alfredem Stieglitzem a stal se členem skupiny Stieglitzovy Galerie 291. Hartley měl první velkou samostatnou výstavu v galerii 291 v roce 1909 a další o tři roky později. Byl součástí kulturního předvoje jako byli Gertrude Steinová, Hart Crane, Charles Demuth, Georgia O'Keeffeová, Fernand Léger, Ezra Pound, Arnold Ronnebeck a další.
Byl gay, namaloval Portrét německého důstojníka (1914), který byl ódou na Karla von Freyburga, bratrance jeho přítele Arnold Ronnebecka a pruského poručíka, do kterého byl zamilován před von Freyburgovou smrtí v první světové válce.

## Cesty
Na počátku 20. století cestoval po Spojených státech a po Evropě. Je považován za raného modernistu, který byl po valnou část svého života kočovným malířem. Maloval od Maine po Massachusetts, v Novém Mexiku, Kalifornii, New Yorku a západní Evropě. Nakonec, po mnoha letech strávených mimo svůj rodný stát, se do Maine vrátil a zůstal zde po zbytek svého života. Chtěl se stát „malířem Maine“ a zobrazovat americký místní život. Tak se stal členem regionalistů, skupiny výtvarníků od počátku do poloviny 20. století, kteří usilovali reprezentovat zřetelně „americké umění.“

## Psaní
Kromě toho, že je považován za jednoho z předních amerických malířů první poloviny 20. století, psal také verše, eseje a povídky.
Cleophas and His Own: A North Atlantic Tragedy je povídka napsaná na základě dvou pobytů s rodinou Masonových v letech 1935 a 1936 v Lunenburg County v Novém Skotsku, rybářské komunitě na East Point Island. On sám, zralý padesátník, zde našel nevinnou i bouřlivou lásku a smysl rodiny, který hledal od doby svého nešťastného dětství v Maine. Dopad této zkušenosti trval až do jeho smrti v roce 1943 a pomohl rozšířit rozsah jeho vrcholného díla, které zahrnovalo řadu obrazů Masonových.
V Cleophas and His Own, napsaném v Novém Skotsku na podzim 1936 a přetištěném v Marsden Hartley and Nova Scotia, Hartley vyjadřuje svůj nesmírný zármutek nad tragickým utonutím Masonových synů. Nezávislý filmař Michael Maglaras natočil film Cleophas and His Own, který měl premiéru v roce 2005. 